# شارع الهادي شاكر (مدينة تونس)
شارع الهادي شاكر بالعاصمة التونسية سمي كذلك تخليدا لذكرى أحد أكبر الوطنيين التونسيين الذين وقع اغتيالهم في عهد الاستعمار. ويقع هذا الشارع في حي لافايات بالجزء الحديث من المدينة وهو يربط بين باب الخضراء وشارع محمد الخامس. ومن أهم الشوارع التي تشقه شارع الحرية ونهج فلسطين. تكثر في هذا الشارع محلات بيع قطع غيار السيارات بمختلف أنواعها.

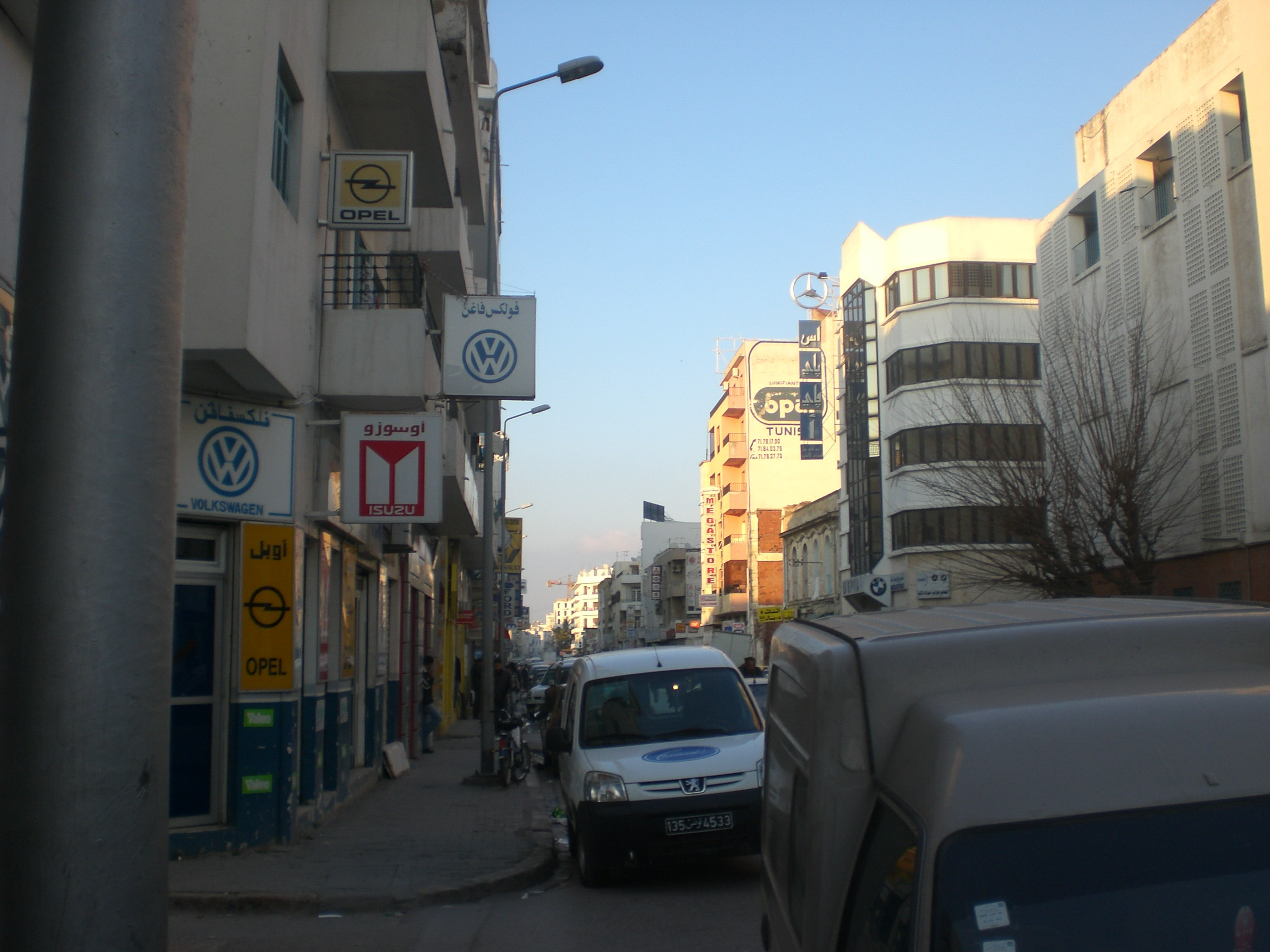
شارع الهادي شاكر بتونس العاصمة